# Homalium viridiflorum
Homalium viridiflorum är en videväxtart som beskrevs av Arthur Wallis Exell. Homalium viridiflorum ingår i släktet Homalium och familjen videväxter. Inga underarter finns listade i Catalogue of Life.